# بشتوفا
بشتوفا هي بلدة في مقاطعة غيجدفان في ولاية بخارى في أوزبكستان.